# ベッラレイア
ベッラレイア（欧字名:Bella Rheia、2004年2月27日 - 2023年3月7日）は、日本の競走馬、繁殖牝馬。主な勝ち鞍に2007年のフローラステークス。
馬名はイタリア語で「美しい」を意味する「ベッラ (Bella) 」とギリシア神話の大地の女神レイアを組み合わせたもの。

## 経歴

### 3歳時（2007年）

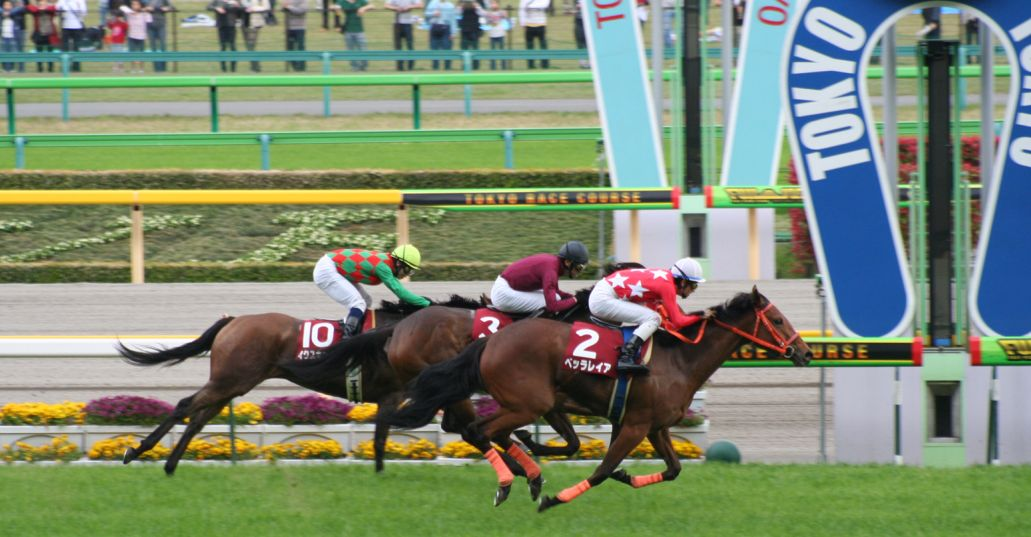
第42回フローラステークス

2007年1月21日、京都競馬場の新馬戦で、秋山真一郎を鞍上に上がり3ハロン33秒8の末脚で快勝。その後、桜花賞を見据えクイーンカップに出走登録を行うも、抽選となり、除外となった。さらに翌週のアーリントンカップでも除外となり、代わりに出走したすみれステークスではアルナスラインの3着に終わり賞金を加算できなかった。桜花賞出走を諦めきれない陣営は、桜花賞への最終ステップ競走であるフラワーカップに出走登録を行うも、3度目の除外となってしまう。代わりに出走した中京競馬場のあざみ賞（500万下特別）を道中最後方から豪快に差し切り快勝する。
その後、目標を優駿牝馬 （オークス）に定め、トライアル競走のフローラステークスに出走。前走で牝馬ながら上がりの時計で好タイムをたたき出していたことから、単勝1.8倍の圧倒的一番人気に支持される。レースではスローペースで馬群に包まれ、さらに直線でも前が壁になる苦しい競馬を強いられたが、大外に持ち出すと他の馬をまとめて差し切り、重賞初制覇を達成。これにより優駿牝馬の優先出走権を得た。また、この勝利がナリタトップロード産駒として初の重賞制覇となった。
そして迎えた優駿牝馬では、桜花賞1着のダイワスカーレットが熱発で回避、2着のウオッカが東京優駿（ダービー）に出走を表明したため、押し出される形で1番人気に推された。レースでは今までとは違い、スタートから先行し、好位につけたまま最後の直線を迎える。最後の直線では外に持ち出し、早めに抜け出し先頭に立つものの、ローブデコルテの急襲にハナ差交わされ、2着に敗れた。
その後ノーザンファームで休養をとり8月8日に帰厩し、秋からは武豊に乗り替わることになっていた。当初、武豊はフランス遠征を行いフォワ賞でメイショウサムソンに騎乗する予定だったため、同じ日に行われるローズステークスに騎乗できないので、朝日チャレンジカップに出走予定だった。しかし、メイショウサムソンが馬インフルエンザの影響で海外遠征を取りやめたため、ローズステークスに出走することになった。
そのレースでは、中団から進んだものの、最後まで先頭で逃げるダイワスカーレットを交わせず2着に敗れた。その後、第12回秋華賞に出走。道中は後方の外目からレースを進め、4コーナーで前がふさがり、直線に向いてさらに外に持ち出すものの、ほとんど最後方に位置していたため、メンバー最速となる上り3F
32.9秒というタイムで追い込んできたものの、届かず4着に敗れた。次走はエリザベス女王杯に向かう予定だったが、秋華賞後の疲労から筋肉痛が残っているため回避し、放牧に出されて来春まで休養することになった。

### 4歳時（2008年）
古馬となった2008年は、4月10日に山元トレーニングセンターから帰厩した。なお休養中にオーナーの植中昌子がすべての所有馬を手放した影響で当馬の馬主が吉田勝己に変更となった。そして5月18日、ヴィクトリアマイルに出走したが、8着に敗れた。続く、マーメイドステークスで1番人気に支持されたが、トップハンデで雨の降った重馬場のなか、見せ場なく最軽量ハンデの条件馬トーホウシャインから1.6秒差の5着に敗れた。秋は府中牝馬ステークスから始動し、3着に入った。そして11月16日のエリザベス女王杯に出走、2番人気に支持されたが、リトルアマポーラやカワカミプリンセスをとらえきれず3着だった。

### 5歳時（2009年）
2009年は4月25日の福島牝馬ステークスから始動。1番人気に支持されたが、渋った馬場も影響したのか、見せ場なく7着に終わった。その後ヴィクトリアマイルに出走登録を行っていたが除外となり、5月30日の金鯱賞に2番人気で出走するも4着に終わった。続く6月21日のマーメイドステークスでは1番人気に支持され、道中好位集団でレースを進めたが、最後の直線で伸びあぐねてまたもや4着に敗れた。秋緒戦は9月12日の朝日チャレンジカップに出走、後方からレースを進め、最後の直線で追い上げてくるものの6着に終わった。続く10月4日のポートアイランドステークスに1番人気で出走。後方待機から追い込んでくるものの4着に敗れた。中1週で挑んだ10月18日の府中牝馬ステークスでは道中最後方から直線で大外から追い込んでくるも届かずムードインディゴの2着に敗れた。11月4日に鼻出血を発症、そのまま引退・繁殖入りすることになった。繋養先はノーザンファームである。

### 引退後
引退後はノーザンファームで繁殖牝馬となった。初年度産駒のベッラレジーナは、2014年のスイートピーステークスで2着となり、後のGI競走優勝馬であるマリアライトやショウナンパンドラに先着した。
2023年3月7日、出産時の内出血により死亡。19歳没。

## 競走成績
| 年月日 | 年月日 | 年月日 | 競馬場 | 競走名             | 格      | 頭 数 | 枠 番 | 馬 番 | オッズ （人気） | 着順 | 騎手       | 斤量 | 距離（馬場）  | タイム （上り3F） | タイム 差 | 勝ち馬/（2着馬）     |
| ------ | ------ | ------ | ------ | ------------------ | ------- | ----- | ----- | ----- | --------------- | ---- | ---------- | ---- | ------------- | ----------------- | --------- | -------------------- |
| 2007   | 1.     | 21     | 京都   | 3歳新馬            |         | 16    | 8     | 16    | 6.6（4人）      | 1着  | 秋山真一郎 | 54   | 芝1600m（良） | 1:37.2 (33.8)     | -0.5      | （ジャングルバード） |
|        | 2.     | 25     | 阪神   | すみれS            | OP      | 9     | 1     | 1     | 4.9（3人）      | 3着  | 秋山真一郎 | 54   | 芝2200m（良） | 2:15.2 (34.0)     | -0.2      | アルナスライン       |
|        | 3.     | 17     | 中京   | あざみ賞           | 500万下 | 15    | 3     | 5     | 1.7（1人）      | 1着  | 秋山真一郎 | 54   | 芝1800m（良） | 1:48.3 (34.0)     | -0.3      | （クリムゾンベガ）   |
|        | 4.     | 22     | 東京   | フローラS          | JpnII   | 17    | 1     | 2     | 1.8（1人）      | 1着  | 秋山真一郎 | 54   | 芝2000m（良） | 2:00.8 (34.3)     | -0.0      | （ミンティエアー）   |
|        | 5.     | 20     | 東京   | 優駿牝馬           | JpnI    | 18    | 4     | 7     | 2.6（1人）      | 2着  | 秋山真一郎 | 55   | 芝2400m（良） | 2:25.3 (35.0)     | -0.0      | ローブデコルテ       |
|        | 9.     | 16     | 阪神   | ローズS            | JpnII   | 14    | 1     | 1     | 3.4（2人）      | 2着  | 武豊       | 54   | 芝1800m（良） | 1:46.2 (33.2)     | -0.1      | ダイワスカーレット   |
|        | 10.    | 14     | 京都   | 秋華賞             | JpnI    | 18    | 6     | 11    | 3.8（3人）      | 4着  | 武豊       | 55   | 芝2000m（良） | 1:59.6 (32.9)     | -0.5      | ダイワスカーレット   |
| 2008   | 5.     | 18     | 東京   | ヴィクトリアマイル | JpnI    | 18    | 8     | 17    | 7.6（3人）      | 8着  | 秋山真一郎 | 55   | 芝1600m（良） | 1:34.6 (34.2)     | -0.9      | エイジアンウインズ   |
|        | 6.     | 22     | 阪神   | マーメイドS        | GIII    | 12    | 5     | 5     | 2.5（1人）      | 5着  | 秋山真一郎 | 56   | 芝2000m（重） | 2:05.1 (38.7)     | -1.6      | トーホウシャイン     |
|        | 10.    | 19     | 東京   | 府中牝馬S          | GIII    | 18    | 1     | 2     | 7.7（3人）      | 3着  | 秋山真一郎 | 55   | 芝1800m（良） | 1:45.8 (33.3)     | -0.3      | ブルーメンブラット   |
|        | 11.    | 16     | 京都   | エリザベス女王杯   | GI      | 18    | 7     | 13    | 7.2（2人）      | 3着  | 秋山真一郎 | 56   | 芝2200m（良） | 2:12.4 (34.4)     | -0.3      | リトルアマポーラ     |
| 2009   | 4.     | 25     | 福島   | 福島牝馬S          | GIII    | 16    | 2     | 3     | 3.2（1人）      | 7着  | 秋山真一郎 | 55   | 芝1800m（不） | 1:54.8 (37.0)     | -1.1      | ブラボーデイジー     |
|        | 5.     | 30     | 中京   | 金鯱賞             | GII     | 18    | 6     | 11    | 6.0（2人）      | 4着  | 秋山真一郎 | 55   | 芝2000m（良） | 1:58.6 (33.7)     | -0.2      | サクラメガワンダー   |
|        | 6.     | 21     | 阪神   | マーメイドS        | GIII    | 16    | 3     | 5     | 3.4（1人）      | 4着  | 秋山真一郎 | 56   | 芝2000m（良） | 2:00.7 (35.2)     | -0.5      | コスモプラチナ       |
|        | 9.     | 12     | 阪神   | 朝日CC             | GIII    | 16    | 5     | 9     | 8.0（3人）      | 8着  | 岩田康誠   | 54   | 芝2000m（稍） | 2:00.4 (33.7)     | -0.4      | キャプテントゥーレ   |
|        | 10.    | 4      | 阪神   | ポートアイランドS  | OP      | 18    | 8     | 16    | 3.3（1人）      | 4着  | 秋山真一郎 | 54   | 芝1600m（良） | 1:33.7 (33.3)     | -0.3      | クラウンプリンセス   |
|        | 10.    | 18     | 東京   | 府中牝馬S          | GIII    | 18    | 5     | 10    | 4.9（3人）      | 2着  | 勝浦正樹   | 55   | 芝1800m（良） | 1:44.9 (33.9)     | -0.3      | ムードインディゴ     |

## 繁殖成績
|        | 馬名               | 生年       | 性 | 毛色 | 父                 | 馬主                   | 厩舎                           | 戦績                 | 出典   |
| ------ | ------------------ | ---------- | -- | ---- | ------------------ | ---------------------- | ------------------------------ | -------------------- | ------ |
| 初仔   | ベッラレジーナ     | 2011年     | 牝 | 鹿毛 | ネオユニヴァース   | （有）シルクレーシング | 栗東・平田修                   | 16戦1勝（引退）      | [ 8 ]  |
| 2番仔  | ベッライリス       | 2012年     | 牝 | 鹿毛 | ディープインパクト | （有）シルクレーシング | 栗東・平田修                   | 5戦0勝（引退・繁殖） | [ 9 ]  |
| 3番仔  | ベッラレイアの2013 | 2013年     | 牡 | 鹿毛 | ディープインパクト |                        |                                | 未登録               | [ 10 ] |
| 4番仔  | ウチノオジョウサマ | 2014年     | 牝 | 栗毛 | キングカメハメハ   | 平田一雄               | 佐賀・頼本盛行                 | 4戦0勝（引退・繁殖） | [ 11 ] |
| 5番仔  | カラレイア         | 2015年     | 牝 | 鹿毛 | エンパイアメーカー | （有）シルクレーシング | 栗東・平田修 →名古屋・角田輝也 | 6戦2勝（引退・繁殖） | [ 12 ] |
|        | （流産）           | （2016年） |    |      | ディープインパクト |                        |                                |                      | [ 13 ] |
| 6番仔  | ベルラガッツォ     | 2017年     | 牡 | 鹿毛 | オルフェーヴル     | （有）シルクレーシング | 栗東・中内田充正               | 6戦0勝（抹消・乗馬） | [ 14 ] |
| 7番仔  | ベッラレイアの2018 | 2018年     | 牡 | 鹿毛 | ミッキーアイル     |                        |                                | （未出走）           | [ 15 ] |
|        | （流産）           | （2019年） |    |      | ダイワメジャー     |                        |                                |                      | [ 13 ] |
| 8番仔  | トゥルーサンライズ | 2020年     | 牝 | 鹿毛 | スクリーンヒーロー | （株）ライフハウス     | 栗東・平田修                   | 5戦0勝（引退・繁殖） | [ 16 ] |
| 9番仔  | ビップチェイス     | 2021年     | 牡 | 鹿毛 | アルアイン         | 鈴木邦英               | 美浦・田島俊明                 | 12戦1勝（現役）      | [ 17 ] |
| 10番仔 | ジュンアサヒソラ   | 2022年     | 牡 | 鹿毛 | イスラボニータ     | 河合純二               | 美浦・高柳瑞樹                 | 6戦1勝（現役）       | [ 18 ] |
|        | （死産）           | 2023年     |    |      | フィエールマン     |                        |                                |                      | [ 13 ] |

- 2025年4月22日現在

## 血統表
| ベッラレイアの血統                             | ベッラレイアの血統                                          | ベッラレイアの血統                 | （血統表の出典）                   | （血統表の出典）  |
| 父系                                           | ファイントップ系                                            | ファイントップ系                   | ファイントップ系                   | [ § 2 ]           |
| 父 ナリタトップロード 1996 栗毛                | 父の父サッカーボーイ 1985 栃栗毛                            | *ディクタス                        | Sanctus                            | Sanctus           |
| 父 ナリタトップロード 1996 栗毛                | 父の父サッカーボーイ 1985 栃栗毛                            | *ディクタス                        | Doronic                            |                   |
| 父 ナリタトップロード 1996 栗毛                | 父の父サッカーボーイ 1985 栃栗毛                            | ダイナサッシュ                     | *ノーザンテースト                  | *ノーザンテースト |
| 父 ナリタトップロード 1996 栗毛                | 父の父サッカーボーイ 1985 栃栗毛                            | ダイナサッシュ                     | *ロイヤルサッシュ                  |                   |
| 父 ナリタトップロード 1996 栗毛                | 父の母*フローラルマジック Floral Magic 1985 黒鹿毛 アメリカ | Affirmed                           | Exclusive Native                   | Exclusive Native  |
| 父 ナリタトップロード 1996 栗毛                | 父の母*フローラルマジック Floral Magic 1985 黒鹿毛 アメリカ | Affirmed                           | Won't Tell You                     |                   |
| 父 ナリタトップロード 1996 栗毛                | 父の母*フローラルマジック Floral Magic 1985 黒鹿毛 アメリカ | Rare Lady                          | Never Bend                         | Never Bend        |
| 父 ナリタトップロード 1996 栗毛                | 父の母*フローラルマジック Floral Magic 1985 黒鹿毛 アメリカ | Rare Lady                          | Double Agent                       |                   |
| 母 *マリスターII Malli Star 1991 鹿毛 アメリカ | 母の父Baldski 1974 黒鹿毛                                   | Nijinsky                           | Northern Dancer                    | Northern Dancer   |
| 母 *マリスターII Malli Star 1991 鹿毛 アメリカ | 母の父Baldski 1974 黒鹿毛                                   | Nijinsky                           | Flaming Page                       |                   |
| 母 *マリスターII Malli Star 1991 鹿毛 アメリカ | 母の父Baldski 1974 黒鹿毛                                   | Too Bald                           | Bald Eagle                         | Bald Eagle        |
| 母 *マリスターII Malli Star 1991 鹿毛 アメリカ | 母の父Baldski 1974 黒鹿毛                                   | Too Bald                           | Hidden Talent                      |                   |
| 母 *マリスターII Malli Star 1991 鹿毛 アメリカ | 母の母Pink Dove 1984 栗毛                                   | Argument                           | Kautokeino                         | Kautokeino        |
| 母 *マリスターII Malli Star 1991 鹿毛 アメリカ | 母の母Pink Dove 1984 栗毛                                   | Argument                           | Arantelle                          |                   |
| 母 *マリスターII Malli Star 1991 鹿毛 アメリカ | 母の母Pink Dove 1984 栗毛                                   | Perfect Pigeon                     | Round Table                        | Round Table       |
| 母 *マリスターII Malli Star 1991 鹿毛 アメリカ | 母の母Pink Dove 1984 栗毛                                   | Perfect Pigeon                     | Pink Pigeon                        |                   |
| 母系(F-No.)                                    | (FN:3-o)                                                    | (FN:3-o)                           | (FN:3-o)                           | [ § 3 ]           |
| 5代内の近親交配                                | Northern Dancer 5x4、Nasrullah 5x5                          | Northern Dancer 5x4、Nasrullah 5x5 | Northern Dancer 5x4、Nasrullah 5x5 | [ § 4 ]           |
| 出典                                           | 1. 2. 3. 4.                                                 | 1. 2. 3. 4.                        | 1. 2. 3. 4.                        | 1. 2. 3. 4.       |

### 血統背景
母*マリスターIIはアメリカG1・デルマーオークス2着馬で本馬は7番仔にあたる。また祖母Pink Doveの曾孫には2012年のジャストアゲームステークス、ファーストレディステークスを勝った本邦輸入繁殖牝馬の*タピッツフライ(その仔には桜花賞馬グランアレグリア)が、3代母Perfect Pigeonの仔には1991年の第11回ジャパンカップを勝った*ゴールデンフェザントがいる。